# Passiflora macrophylla
Passiflora macrophylla je biljka iz porodice Passifloraceae.